# Earth Defense Force 2025
Az Earth Defense Force 2025 vagy ahogy Japánban ismert, a Csikjú Bóeigun 4 (地球防衛軍４) third-person shooter videójáték, melyet a Sandlot fejlesztett és a D3 Publisher jelentett meg Xbox 360 és PlayStation 3 konzolokra. A 2025 az Earth Defense Force 2017 folytatása.

## Játékmenet
A játékos egy EDF katona szerepét öltheti magára a négy katonaosztályból. A földönkívüli hordák visszaverésére számos fegyver érhető el a játékos számára, kezdve a gépkarabélyoktól és a mesterlövész puskáktól, a gránátvetőkig, gránátokig és lézerfegyverekig. A játékos legfeljebb két fegyvert vihet magával a bevetésékre, ám ez alól a szabály alól kivétel a Fencer karakterosztály, amelynél négy fegyver lehet egyszerre. A játékban több, mint hétszáz fegyver van, megközelítőleg 175 katonaosztályonként, így ez a legnagyobb fegyverarzenált felmutató EDF-játék. Néhány pályán vezethető járművek is találhatóak. A játék pályáikon pusztíthatóak a tereptárgyak és többek között olyan helyszíneken játszódnak, mint városok, tengerpartok, hegyvidékek, földalatti alagutak. A játékos semmilyen büntetésben nem részesül a járulékos károk, így például a házak ledöntéséért. A többi EDF katonát be lehet toborozni vagy követni is lehet őket, a szembe kerülő ellenségekkel szembeszállnak, illetve a rádión is kommunikálnak. A játékos a katonája színét is megváltoztathatja.
A játékban számos nehézségi szint van. A hatásosabb fegyvereket nagyobb nehézségeken hullajtják el az ellenséges egységek, ezzel ösztönözve a játékost a küldetések újbóli végig vitelére. A fegyverek mellett páncél fejlesztéseket – amikkel megnövelhető a játékos életcsíkja – és gyógyító tárgyakat is elhullajthatnak az ellenségek.

## Történet
Egy közelgő ellenséges földönkívüli látogatás esetére megalapítják a Földi Védelmi Erőt (Earth Defense Force), egy egységes nemzetközi katonai szervezetet, amelyet a Föld szinte minden országa támogat. 2017-ben igaznak bizonyultak az aggodalmak és az EDF szembeszáll a Ravagerszel, egy földönkívüli fajjal, amely hatalmas rovarszerű lényekkel, robotokkal és 120 láb magas gyíklényekkel támad a Földre. Nyolc évvel később, miután kiirtják az utolsó Ravageret is Arizonában, a földönkívüliek ismét megszállják a Földet új lényekkel, amelyek a földalatti fészkeikben fejlődtek ki. Ezek a lények közé közé tartozik a Retiarius, egy pókszerű lény, amely hatalmas hálókat sző, illetve az óriási méhek is. 2025-ben az EDF-nek ismét meg kell védeni a Földet a földönkívüli behatolóktól.

## Letölthető tartalmak
2013. március 29-én a D3 Publisher bejelentette az előrendelői letölthető tartalmakat a játék japán változatához, köztük néhány internetes áruházhoz kötött exkluzív tartalmat:
- Vegalta Gold Coat (az Air Raidereknek): kizárólag Japánban érhető el – egy aranyozott mecha revolver ágyúval felszerelve, rövidtávú repülési képességgel
- Reflection Laser (a Wing Divereknek): GEO (PS3) és Amazon (X360) exkluzív – egy különleges lézerágyú, aminek lövedékét több alkalommal vissza lehet verni cikkcakk alakot létrehozva
- Mian Pure Decoy Launcher (az Air Raidereknek): D3P Web Shop (PS3, X360) exkluzív – különleges kivető, amely Dream Club-szereplőket mintázó légballonokat ereszt ki odacsalva az ellenséges egységeket, majd megsemmisítik magukat.
- Setsu Pure Decoy Launcher (a Rangereknek) – D3P Web Shop (PS3, X360) exkluzív – különleges kivető, amely Dream Club-szereplőket mintázó légballonokat ereszt ki odacsalva az ellenséges egységeket, majd megsemmisítik magukat.

A D3 három kiegészítő letölthető küldetéscsomagot is megjelentett:
- Special Ops – öt küldetést tartalmazó pályacsomag, ami a játékkal együtt jelent meg
- Mutant Rampage – húsz küldetést tartalmazó pályacsomag, ami 2014. február 25-én jelent meg
- Beyond Despair – húsz küldetést tartalmazó pályacsomag, ami 2014. március 11-én jelent meg.

## Fogadtatás
| Szerző         | Értékelés |
| -------------- | --------- |
| Hardcore Gamer | 4,5/5     |

James Cunningham a Hardcore Gamertől 4,5/5 pontszámmal jutalmazta a játékot, ami szerinte „fantasztikus példája mindennek, ami a tiszta akciójátékokat oly szórakoztatóvá teszi, újrajátszási értékkel megpakolva, eltúlzott set-piecekkel, ami egy több, mint méltó folytatás, és mindenben lefölözi elődeit.”